# Хемчик (річка)
Хемчик (тув.: Хемчик) – річка у Тиві, Російська Федерація, ліва притока Єнісею. Довжина 320 км, площа басейну 27 тис. км². Витік розташовано в Шапшальському хребті, в західній частині Тувинської котловини. Тече в широкій долині. Живлення змішане з перевагою підземного. Середня витрата води у 74 км від гирла 119 м3/сек. Замерзає в листопаді, скресає наприкінці квітня, початку травня. У долині Хемчика розташовано місто Ак-Довурак

## Основні притоки
Ліві
- Алаш
- Aк-Суг

Праві
- Барлик
- Чадан

У межах котловини від Хемчика відходить мережа зрошувальних каналів.

## Русло
Русло Хемчика звивисте, з крутими петлями, довгими плесами, островами та косами. Ширина від 25 до 400 метрів, але переважно 50-80 метрів. Глибини коливаються від 50 см на перекатах до 2 метрів на плесах. Швидкість в середньому 2 м/сек., місцями до 4 м/сек., на плесах 2 км/год.
Є каньйони, найменша ширина 30 метрів, максимальна ширина долини – 800 метрів. У таких місцях є острівці, найбільший з яких має довжину 2 км при ширині 500 метрів. На островах ростуть кущі, ліс.
Головна перешкода на річці – Хемчицький поріг.

## Гирло
Хемчик впадає в Єнісей одним руслом виносячи в середньому 150 150 м3/сек мутної води

## Особливості
Для Хемчика притаманні різкі підйоми води влітку, особливо в липні-серпні.